# أندي رويز
أندي رويز مواليد 11 سبتمبر 1989 في مكسيكالي، ولاية باها كاليفورنيا، المكسيك، هو ملاكم محترف مكسيكي يصنف ضمن فئة الوزن الثقيل.

## روابط خارجية
- أندي رويز على موقع بوكس ريك (الإنجليزية) (registration required)
- أندي رويز على موقع Tapology.com (الإنجليزية)